# Zuiderpolder in de Oosterweeren
De Zuiderpolder in de Oosterweeren is een voormalig waterschap in de Nederlandse provincie Groningen. Het molencontract dateerde uit 1801, waarna de molen werd gebouwd. De molen werd gesloopt in 1930.
Het waterschap lag ten oosten van Siddeburen in de voormalige buurtschap Oosterweeren. De westelijke noordgrens lag 1 km ten noorden van de Oudeweg, de oostelijke noordgrens lag 500 m noordelijker, de oostgrens volgde nagenoeg de grens tussen de gemeenten Slochteren en Delfzijl (tegen de zuidgrens lag zo'n 14 ha in Delfzijl), de zuidgrens lag bij de Oudeweg en de westgrens lag bij de Munnikesloot. De molen stond 350 m noordelijk van de Oudeweg en sloeg uit op de Munnikesloot. 
Waterstaatkundig gezien ligt het gebied sinds 2000 binnen dat van het waterschap Hunze en Aa's.